# Championnat de Belgique de hockey sur glace 1912-1913
Saison précédente Saison suivante
La saison 1912-1913 fut la 2e saison du championnat de Belgique de hockey sur glace.

## Finale
A Bruxelles : Brussels IHSC 3-2 Club des Patineurs de Bruxelles

## Bilan
Le Brussels IHSC est champion de Belgique.